# ناحیه او گرس، میشیگان
ناحیه او گرس (به انگلیسی: Au Gres Township) یک منطقهٔ مسکونی در ایالات متحده آمریکا است که در شهرستان ارناک، میشیگان واقع شده است. ناحیه او گرس ۱۰۰٫۴ کیلومتر مربع مساحت و ۹۵۳ نفر جمعیت دارد و ۱۸۰ متر بالاتر از سطح دریا واقع شده است.